# Auta-riba (Gers)
 Autarriba (en francès Auterive) és un municipi francès situat al departament del Gers i a la regió d'Occitània.

## Geografia

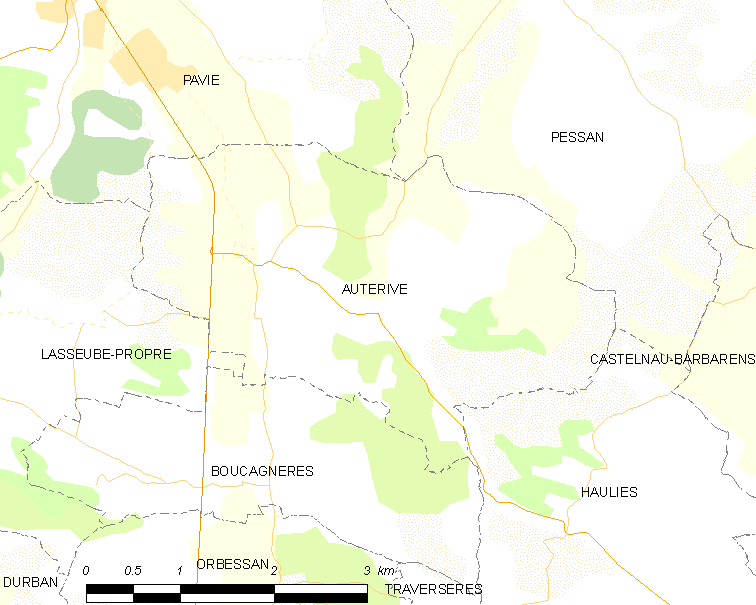
Mapa de la comuna de Autarriba

## Administració i política

### Alcaldes
| Període | Identitat       | Partit |
| ------- | --------------- | ------ |
| 2001-   | Gérard Malhomme | PS     |

## Demografia
| 1962                                       | 1968 | 1975 | 1982 | 1990 | 1999 | 2006 |
| ------------------------------------------ | ---- | ---- | ---- | ---- | ---- | ---- |
| 270                                        | 316  | 416  | 469  | 490  | 508  | 528  |
| Des de 1962: població sense dobles comptes |      |      |      |      |      |      |